# Halanaerobium saccharolyticum
Halanaerobium saccharolyticum è una specie di batterio appartenente alla famiglia delle Halanaerobiaceae.